# Kalang

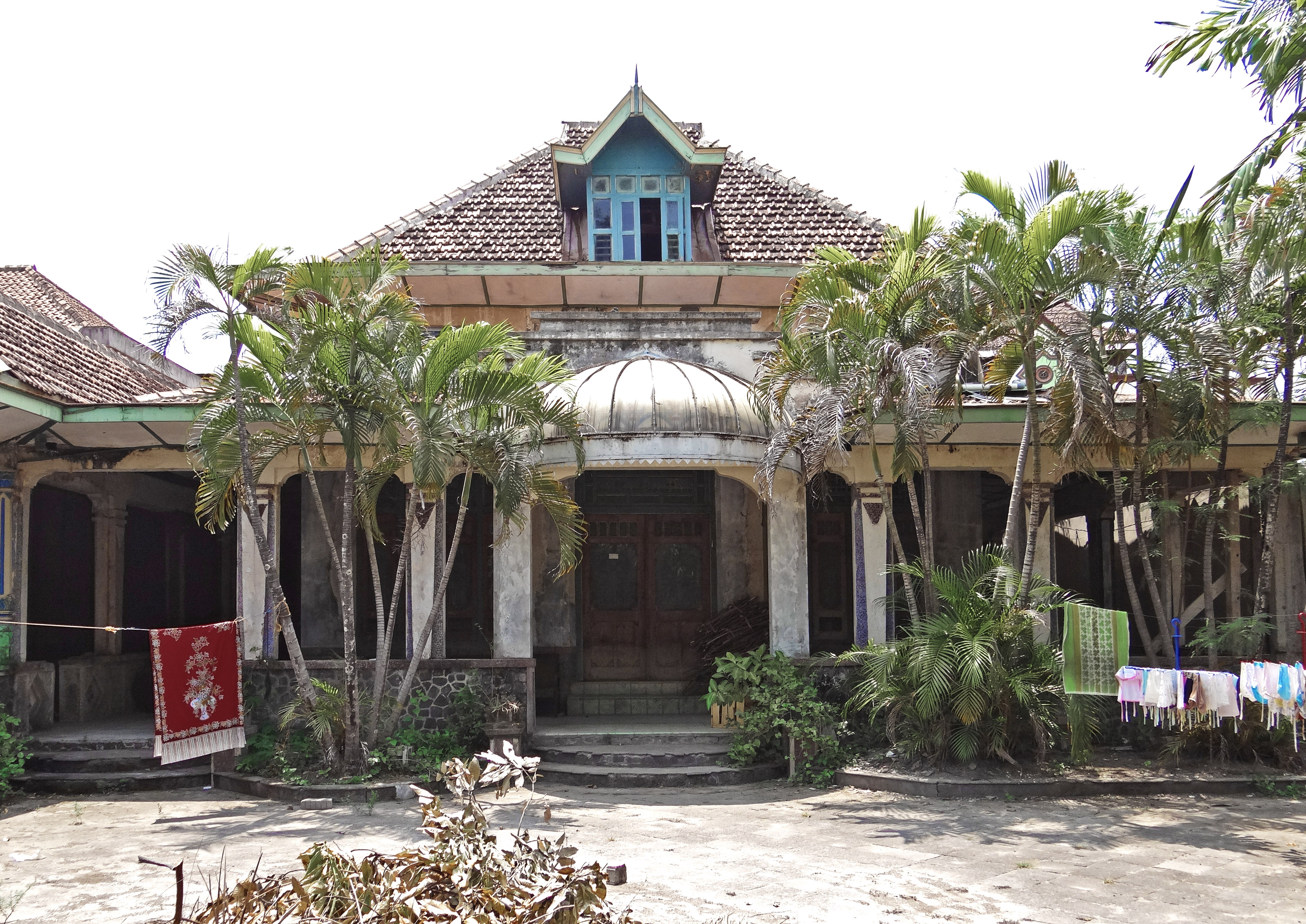
Omah Tembong, une maison de Kalang à Kota Gede à Yogyakarta

Les Kalang sont un groupe minoritaire de la population javanaise du centre de l'île qui ont préservé leur religion traditionnelle. Des documents allant du XIVe siècle aux années 1850 décrivent l'émergence de cette communauté mobile qui vivent de la coupe, du transport et du commerce du bois pour le compte des cours princières de Java et la Compagnie néerlandaise des Indes orientales. Depuis le milieu du XIXe siècle, les Kalang sont spécialisés dans des métiers tels que le travail du bois et du cuir, le transport de gibier, musiciens de rue.
Les Kalang étaient une communauté méprisée par le reste de la société javanaise. Aujourd'hui, leurs descendants forment une communauté commerçante dynamique.
Ma Huan, l'interprète qui accompagne l'amiral chinois musulman Zheng He dans ses escales à Java en 1413-1415, puis en 1432, note que les habitants des ports de Java sont de trois sortes : les "Hui-hui" (musulmans des contrées occidentales), les Tang (Chinois, dont une partie est musulmane) et des indigènes dont il fait une description horrible. Comme cette description contredit d'autres de l'époque qui montrent une société javanaise très raffinée, on pense que les gens dont parle Ma Huan sont des Kalang, dont les mœurs et les rites correspondent à ceux qu'il décrit.
Le mythe d'origine des Kalang raconte qu'une belle jeune fille en train de tisser perd son fuseau. Affolée, elle promet le mariage à celui qui le lui rendra. C'est un chien qui le retrouve. Pour remplir sa promesse, la jeune fille s'unit au chien, puis le chasse. Elle met au monde un garçon. Plus tard celui-cin tue un chien, sans savoir que c'est son père. Le garçon, ancêtre des Kalang, est alors condamné à mener une vie nomade et mouvementée.